# Sirenum Fossae
Sirenum Fossae es un accidente geográfico de la superficie de Marte.

## Características
Emplazado dentro del cuadrángulo cuadrángulo MC-24 (Phaethontis), se trata de un sistema de graben ubicado en las tierras altas marcianas. Su origen ha sido datado tentativamente en la Era Hespérica temprana.